# Кирхштеттен (Нижняя Австрия)
Кирхштеттен (нем. Kirchstetten (Niederösterreich)) — ярмарочная коммуна (нем. Marktgemeinde) в Австрии, в федеральной земле Нижняя Австрия. 
Входит в состав округа Санкт-Пёльтен.  Население составляет 1914 человек (на 31 декабря 2005 года). Занимает площадь 17,76 км². Официальный код  —  31919.

## Политическая ситуация
Бургомистр коммуны — Йохан Дилль (АНП) по результатам выборов 2005 года.
Совет представителей коммуны (нем. Gemeinderat) состоит из 19 мест.
- АНП занимает 13 мест.
- СДПА занимает 6 мест.